# Caoyang Road
Caoyang Road (曹杨路) is een station van de metro van Shanghai, gelegen in het district Putuo. Het station is onderdeel van lijn 3 (sinds 26 december 2000), lijn 4 (sinds 31 december 2005), lijn 11 (sinds 31 december 2009) en lijn 14 (sinds 30 december 2021).

## Fotogalerij

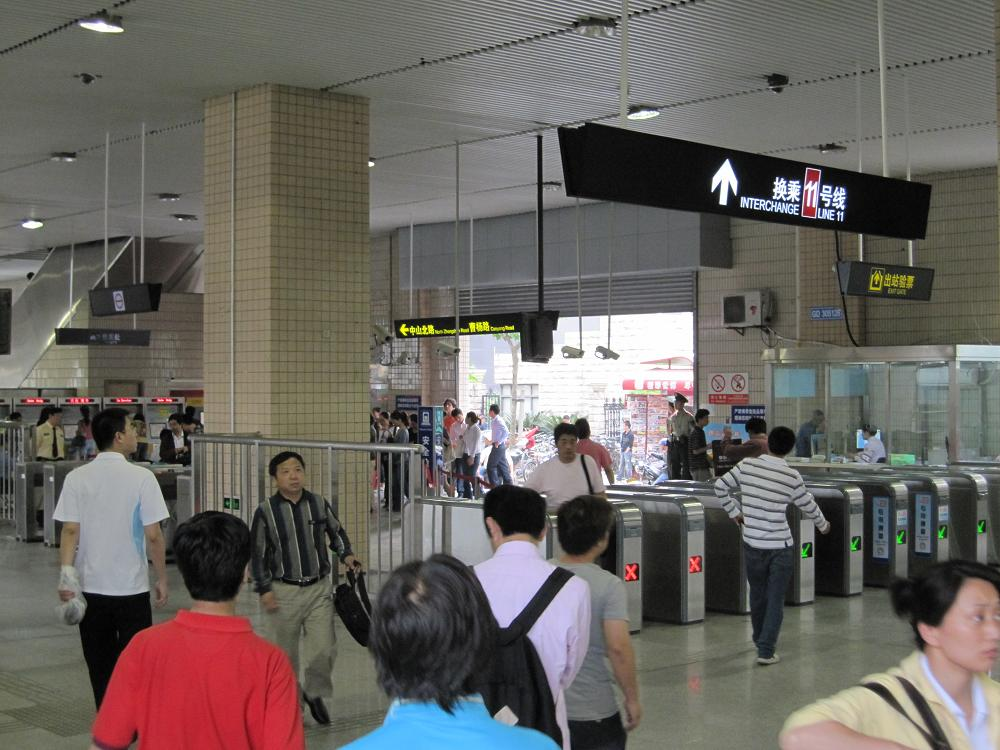
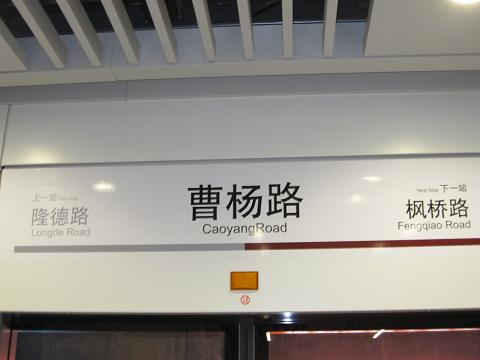
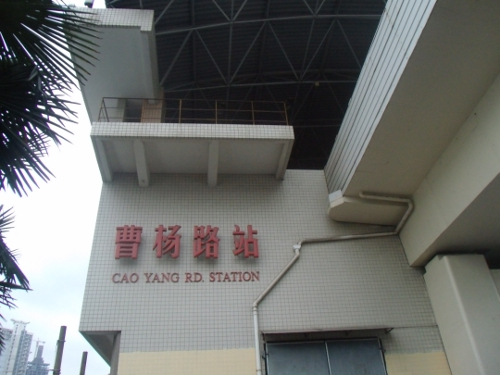